# Agassu
Agassu, Agassou- Herói mítico fundador da linhagem dos kpòvĭ (filhos do leopardo) que é cultuado como vodum. Teria sido gerado pela princesa Alìgbonon, filha do rei da cidade Adjá de Tadô ou Sadô, às margens do Rio Mono, no atual Togo, depois de um encontro com um leopardo. Seu nome significa "bastardo". Malgrado esse apelido aparentemente injurioso, seus descendentes fundaram os reinos de Aladá, Porto Novo e Abomei no atual Benim, constituindo-se nas bases institucionais fundamentais dos fons.